# Margerides
Margerides é uma comuna francesa na região administrativa da Nova Aquitânia, no departamento de Corrèze. Estende-se por uma área de 11,65 km². Em 2010 a comuna tinha 310 habitantes (densidade: 26,6 hab./km²).